# Vuyo Mere
Vuyo Mere (ur. 5 marca 1984 w Bloemfontein) – południowoafrykański piłkarz grający na pozycji prawego obrońcy.

## Kariera klubowa
Karierę piłkarską Mere rozpoczął w klubie Manguang United. W 2001 roku odszedł do Hellenic FC z Kapsztadu i w jego barwach zadebiutował w Premier Soccer League. Zawodnikiem Hellenic był do 2004 roku, gdy wiosną tamtego roku zespół spadł do Mvela League.
Po spadku Hellenic Mere odszedł z klubu i został piłkarzem Mamelodi Sundowns FC ze stolicy kraju Pretorii. Tam stał się zawodnikiem podstawowej jedenastki. W 2006 roku osiągnął z Mamelodi swój pierwszy sukces w karierze, gdy został mistrzem RPA. W 2007 roku obronił z Mamelodi tytuł mistrzowski. W sezonie 2007/2008 zdobył Puchar Południowej Afryki. W sezonie 2009/2010 wywalczył wicemistrzostwo kraju.
W 2011 roku Mere przeszedł najpierw do Moroka Swallows FC, a następnie do Platinum Stars FC. W sezonie 2012/2013 został z nim wicemistrzem Południowej Afryki. W 2018 roku odszedł do Bidvest Wits FC, w którym grał przez rok. W latach 2019–2021 ponownie występował w Moroka Swallows. Na początku 2022 został piłkarzem TS Galaxy FC.
| Sezon   | Klub                 | Kraj              | Rozgrywki             | Mecze | Bramki |
| ------- | -------------------- | ----------------- | --------------------- | ----- | ------ |
| 2001/02 | Hellenic FC          | Południowa Afryka | Premier Soccer League | 5     | 0      |
| 2002/03 | Hellenic FC          | Południowa Afryka | Premier Soccer League | 17    | 0      |
| 2003/04 | Hellenic FC          | Południowa Afryka | Premier Soccer League | 12    | 0      |
| 2004/05 | Mamelodi Sundowns FC | Południowa Afryka | Premier Soccer League | 27    | 1      |
| 2005/06 | Mamelodi Sundowns FC | Południowa Afryka | Premier Soccer League | 25    | 0      |
| 2006/07 | Mamelodi Sundowns FC | Południowa Afryka | Premier Soccer League | 28    | 0      |
| 2007/08 | Mamelodi Sundowns FC | Południowa Afryka | Premier Soccer League | 21    | 0      |
| 2008/09 | Mamelodi Sundowns FC | Południowa Afryka | Premier Soccer League | 18    | 0      |
| 2009/10 | Mamelodi Sundowns FC | Południowa Afryka | Premier Soccer League | 14    | 0      |
| 2010/11 | Mamelodi Sundowns FC | Południowa Afryka | Premier Soccer League | 3     | 0      |
| 2010/11 | Moroka Swallows FC   | Południowa Afryka | Premier Soccer League | 16    | 0      |
| 2011/12 | Platinum Stars FC    | Południowa Afryka | Premier Soccer League | 21    | 1      |
| 2012/13 | Platinum Stars FC    | Południowa Afryka | Premier Soccer League | 29    | 0      |
| 2013/14 | Platinum Stars FC    | Południowa Afryka | Premier Soccer League | 26    | 1      |
| 2014/15 | Platinum Stars FC    | Południowa Afryka | Premier Soccer League | 25    | 1      |
| 2015/16 | Platinum Stars FC    | Południowa Afryka | Premier Soccer League | 28    | 2      |
| 2016/17 | Platinum Stars FC    | Południowa Afryka | Premier Soccer League | 28    | 1      |
| 2017/18 | Platinum Stars FC    | Południowa Afryka | Premier Soccer League | 28    | 1      |
| 2018/19 | Bidvest Wits FC      | Południowa Afryka | Premier Soccer League | 20    | 0      |
| 2019/20 | Moroka Swallows FC   | Południowa Afryka | Premier Soccer League | 23    | 0      |
| 2020/21 | Moroka Swallows FC   | Południowa Afryka | Premier Soccer League | 26    | 1      |
| 2021/22 | Moroka Swallows FC   | Południowa Afryka | Premier Soccer League | 4     | 0      |
| 2021/22 | TS Galaxy FC         | Południowa Afryka | Premier Soccer League | 3     | 0      |

## Kariera reprezentacyjna
W reprezentacji RPA Mere zadebiutował 26 stycznia 2006 roku w przegranym 0:2 meczu Pucharu Narodów Afryki 2006 z Tunezją. Był to jego jedyny mecz na PNA 2006. Od 2006 do 2014 rozegrał w kadrze narodowej 12 meczów.